# Кутинок
Кутинок (укр. Кутинок) — село в Локницкой сельской общине Варашского района Ровненской области Украины.
До 2020 года входило в Заречненский район.
Население по переписи 2001 года составляло 91 человек. Почтовый индекс — 34033. Телефонный код — 3632. Код КОАТУУ — 5622281607.